# Edifici de La Cigonya
L'edifici de La Cigonya és una construcció situada a la ciutat de València, al barri de Mestalla. Es tracta d'una antiga clínica de maternitat projectada per l'arquitecte Antonio Gómez Davó l'any 1951 per encàrrec de la Caixa d'Estalvis i Mont de Pietat de València. Rep aquest nom per l'escultura al·legòrica d'una cigonya portant en el seu bec la figura d'un nadó embolcallat amb una tela. Actualment és propietat de la Generalitat Valenciana que el destina a funcions administratives.

## Edifici
La ubicació de l'edifici, a la cantonada entre el passeig de l'Albereda i el carrer d'Armando Palacio Valdés que s'endinsa entre els barris de Mestalla i Exposició al districte del Pla del Real, el situen en un espai d'expansió de la ciutat en l'època en què va ser construït, a escassa distància o integrat en importants zones verdes com la mateixa Albereda o els Jardins del Real. Un context idoni per a l'ús pel qual va ser projectat: una clínica de maternitat i escola-bressol per a nadons.
L'arquitecte Gómez Davó va dissenyar un edifici d'estil neobarroc tardà.